# Чемпионат мира по полумарафону 2020
Чемпионат мира по полумарафону 2020 года прошёл 17 октября в Гдыне (Польша). Были разыграны 4 комплекта медалей: мужчины и женщины определяли сильнейших в личном и командном зачёте.
Решение провести чемпионат в Гдыне было принято 25 ноября 2017 года на Совете ИААФ. Соревнования впервые в истории состоялись в Польше. Изначально турнир был запланирован на 29 марта, однако за 23 дня до старта международная федерация приняла решение о его переносе на 17 октября из-за эпидемии коронавирусной инфекции COVID-19.
Чемпионат мира по полумарафону в Гдыне стал единственным официальным международным стартом по лёгкой атлетике, проведённым в 2020 году. Все остальные были отменены или перенесены из-за пандемии COVID-19.
От участия в соревнованиях из-за коронавирусных ограничений отказались несколько команд. В Гдыню не приехали сборные США, Канады и Японии. В чемпионате мира приняли участие 225 бегунов (121 мужчина и 104 женщины) из 54 стран мира. Каждая страна могла выставить по 5 участников среди мужчин и женщин. Сильнейшие в командном первенстве определялись по сумме результатов трёх лучших бегунов в каждой сборной.
Круговая трасса длиной 5 км была проложена по улицам Гдыни. Старт находился на площади Костюшко, финиш — на городском пляже.

## Технологическая революция в производстве беговой обуви
В 2017 году компания Nike выпустила принципиально новую модель беговой обуви — кроссовки Vaporfly со встроенной карбоновой пластиной. Эффективность новой технологии была подтверждена в рамках проекта Breaking2, когда кениец Элиуд Кипчоге пробежал марафон на автодроме в Монце за 2:00.25 — на 2 минуты 32 секунды быстрее действующего мирового рекорда (2:02.57). В 2018—2019 годах крупнейшие мировые производители спортивной обуви также освоили данную технологию и начали выпуск собственных пар с карбоновой пластиной. При этом наиболее передовые разработки, как правило, доставались только элитным спортсменам, а в массовую продажу поступали со значительной задержкой либо не поступали вовсе.
Резко возросшее количество высоких результатов в беге по шоссе заставило World Athletics в январе 2020 года установить правила, регламентирующие использование беговой обуви на соревнованиях. Толщина подошвы ограничивалась 40 мм, запрещалось использовать более одной карбоновой пластины. Сами кроссовки должны были находиться в массовой продаже как минимум 4 месяца до даты соревнований. Принятые правила привели к тому, что передовые технологии стали доступны всем бегунам, что незамедлительно повлияло на уровень результатов. На чемпионате мира по полумарафону в Гдыне были обновлены рекорды соревнований во всех дисциплинах: как в личном, так и в командном первенстве. Перес Джепчирчир побила женский мировой рекорд для забегов без пейсмейкеров-мужчин, был улучшен 21 национальный рекорд (13 у мужчин и 8 у женщин), личные рекорды установили 136 участников (69 мужчин и 67 женщин). Кроссовки с карбоновой пластиной использовали 108 из 117 финишировавших мужчин.

## Итоги соревнований
Забеги прошли в холодную и ветреную погоду. Женщины со старта взяли высокий темп, который смогли поддерживать лишь бегуньи из Кении и Эфиопии, а также натурализованные африканки Ясемин Джан из Турции и Мелат Кеджета из Германии. На втором круге из борьбы за медали выбыла действующая чемпионка Нецанет Гудета. Она упала на одном из поворотов и больше не смогла догнать лидеров. Ещё одно падение случилось на заключительном четвёртом круге: на прямом участке споткнулась другая эфиопка, Абабель Йешанех, свалившая Джойсилин Джепкосгеи из Кении. Исход забега решался на финишном отрезке, на котором быстрейшей оказалась кенийка Перес Джепчирчир, опередившая Мелат Кеджету и Ялемзерф Йехуалав. Итоговое время чемпионки 1:05.16 оказалось 14-м в мировой истории, но лучшим для забегов с участием только женщин.
Мужчины преодолели первую половину дистанции в спокойном темпе: в группе лидеров к этому моменту находились 23 бегуна. После 10 км вперёд вышел Кибивотт Кэнди. Скорость возросла, а число претендентов на победу за 6 км до финиша сократилось до 11. На заключительном круге оторваться от остальных удалось Джейкобу Киплимо. Кэнди преследовал его до самого финиша, но всё же уступил 5 секунд. 19-летний Киплимо завоевал первую индивидуальную медаль для Уганды в истории чемпионатов мира по полумарафону — и сразу золотую. До этого лучшим выступлением страны была командная бронза в 2004 году. Соотечественник Киплимо, Джошуа Чептегеи, установивший за 10 дней до чемпионата новый мировой рекорд в беге на 10 000 метров (26.11,00), долгое время держался среди лидеров, но на финише остановился в шаге от пьедестала — 4-е место с результатом 59.21.

## Расписание
| Дата            | Время | Заход   |
| --------------- | ----- | ------- |
| 17 октября 2020 | 11:00 | Женщины |
| 17 октября 2020 | 12:30 | Мужчины |

Время местное (UTC+2:00)

## Призёры
Сокращения: WR — мировой рекорд | AR — рекорд континента | NR — национальный рекорд | CR — рекорд чемпионата

Курсивом выделены участники, чей результат не пошёл в зачёт команды

### Мужчины
| Первенство | Золото                                                                                   | Золото     | Серебро                                                                                           | Серебро | Бронза                                                                                     | Бронза  |
| ---------- | ---------------------------------------------------------------------------------------- | ---------- | ------------------------------------------------------------------------------------------------- | ------- | ------------------------------------------------------------------------------------------ | ------- |
| Личное     | Джейкоб Киплимо Уганда                                                                   | 58.49 CR   | Кибивотт Кэнди Кения                                                                              | 58.54   | Амдеворк Валелегн Эфиопия                                                                  | 59.08   |
| Командное  | Кения · Кибивотт Кэнди · Леонард Барсотон · Бенард Кимели · Бенард Нгено · Моррис Гачага | 2:58.10 CR | Эфиопия · Амдеворк Валелегн · Андамлак Белиху · Леул Гебресиласе · Хайлемариам Кирос · Гуйе Адола | 2:58.25 | Уганда · Джейкоб Киплимо · Джошуа Чептегеи · Виктор Киплангат · Стивен Кисса · Мозес Кибет | 2:58.39 |

### Женщины
| Первенство | Золото                                                                                      | Золото        | Серебро                                                                                               | Серебро    | Бронза                                                                                               | Бронза  |
| ---------- | ------------------------------------------------------------------------------------------- | ------------- | --- | ---------- | --- | ------- |
| Личное     | Перес Джепчирчир Кения                                                                      | 1:05.16 WR CR | Мелат Кеджета Германия                                                                                | 1:05.18 AR | Ялемзерф Йехуалав Эфиопия                                                                            | 1:05.19 |
| Командное  | Эфиопия · Ялемзерф Йехуалав · Зейнеба Йимер · Абабель Йешанех · Нецанет Гудета · Сисай Гола | 3:16.39 CR    | Кения · Перес Джепчирчир · Джойсилин Джепкосгеи · Бриллиан Кипкоэч · Розмари Ванджиру · Доркас Кимели | 3:18.10    | Германия · Мелат Кеджета · Лаура Хоттенротт · Рабеа Шёнеборн · Дебора Шёнеборн · Фабьенне Кёнигштайн | 3:28.42 |